# به من بگو
به من بگو (انگلیسی: Dis-moi) یک فیلم مستند به کارگردانی شانتال آکرمن است. در این مستند با زن‌هایی که از هلوکاست جان سالم به در بردند مصاحبه می‌شود.